# سی‌ال‌اس‌ای
سی‌ال‌اس‌ای (انگلیسی: CLSA) شرکت خدمات مالی و بانکداری هنگ کنگی است، که در سال ۱۹۸۶ توسط شرکت سیتیک سکوریتیز تأسیس شد‌‌.